# 三橋設計
株式会社三橋設計（みつはしせっけい）は、東京都千代田区に本社を置く建築設計事務所。東京都千代田区に東京事務所を、愛知県名古屋市に名古屋事務所を構えている。2010年（平成22年）までの商号は株式会社三橋建築設計事務所（みつはしけんちくせっけいじむしょ）。作品は茨城県と愛知県に多い。

## 沿革
- 1960年（昭和35年）10月27日 - 株式会社三橋建築設計事務所として東京都千代田区に創立[1]
- 1961年（昭和36年）3月8日 - 愛知県名古屋市に名古屋事務所創立[1]
- 2010年（平成22年）8月1日 - 株式会社三橋設計に名称変更[1]

## 主な作品

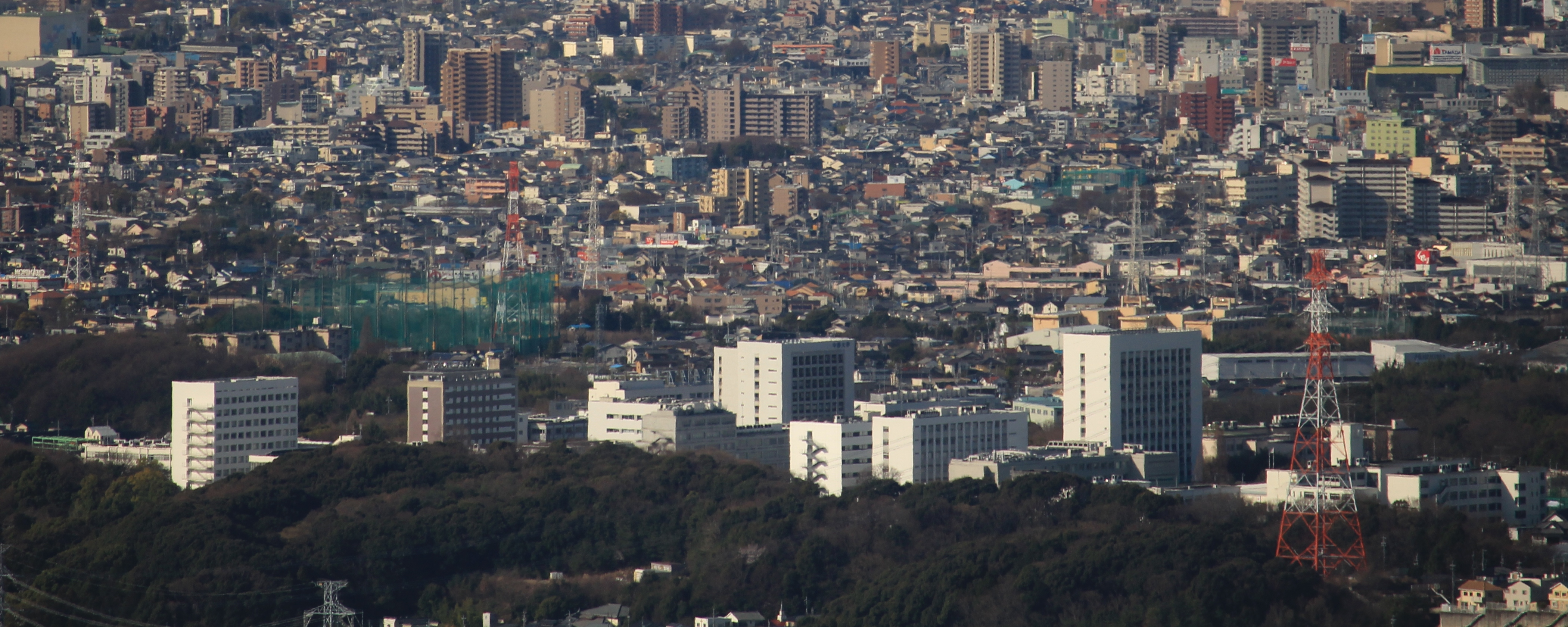
中部大学（1965-）

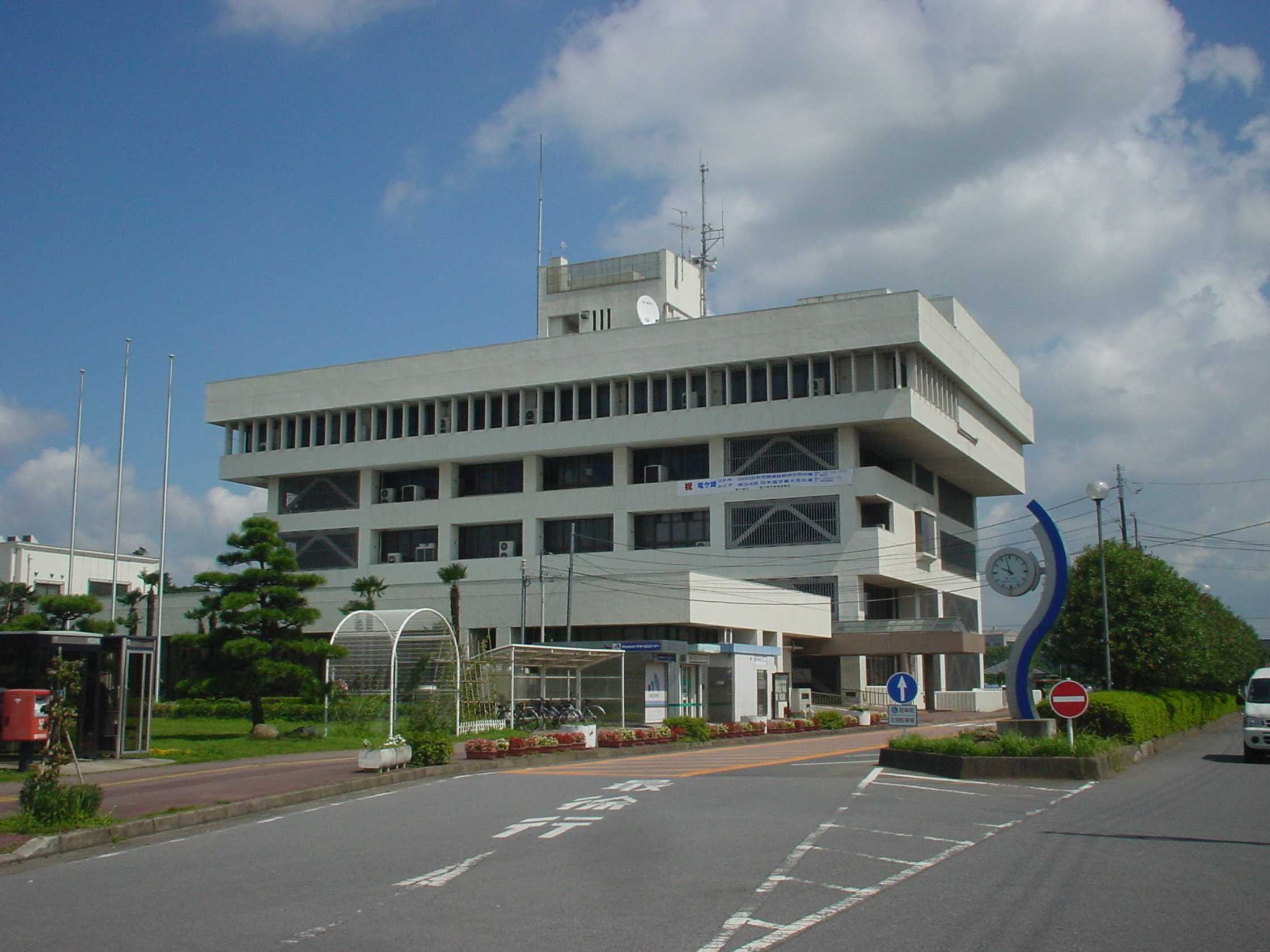
龍ケ崎市庁舎（1974）

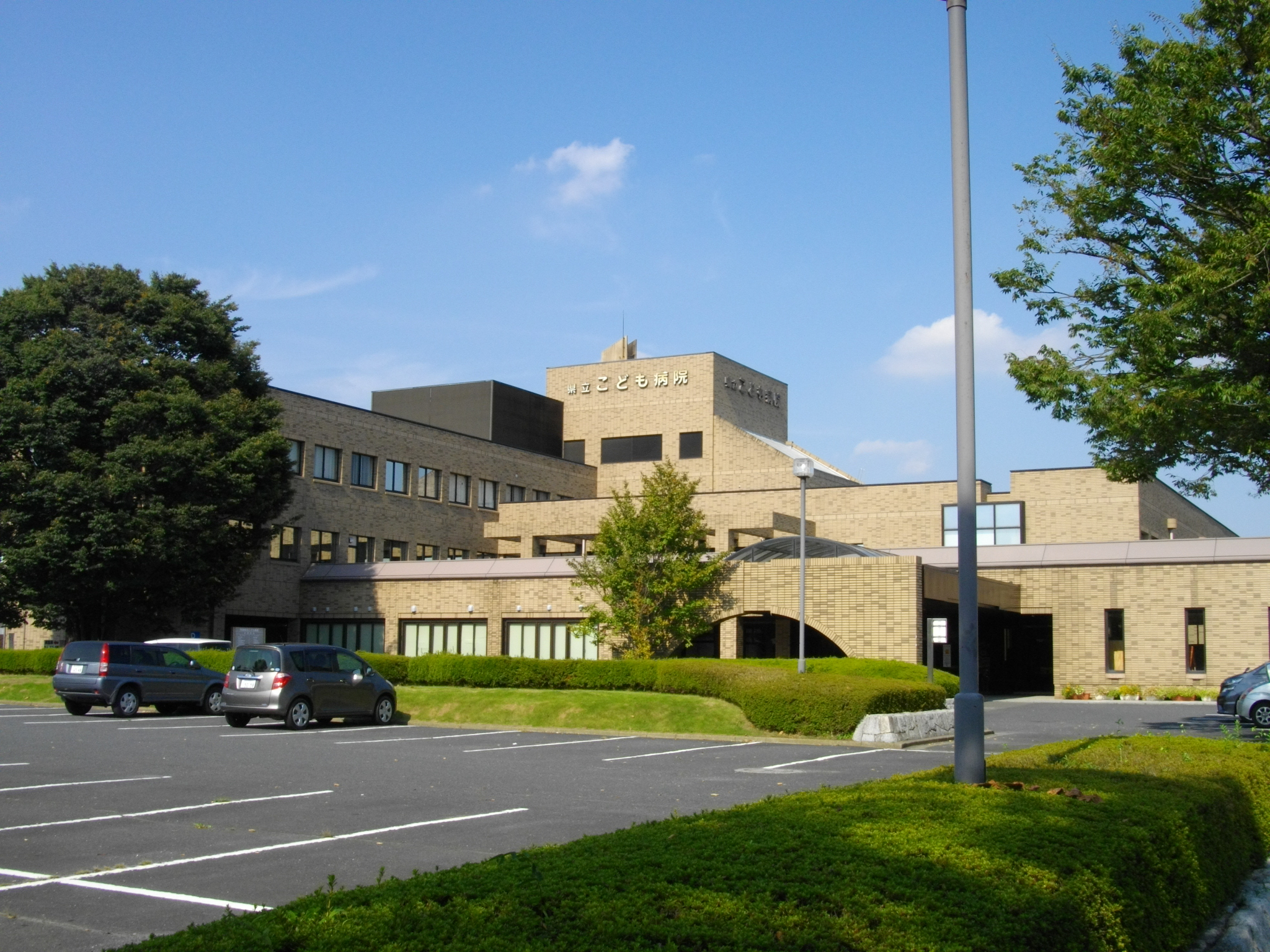
茨城県立こども病院（1996）

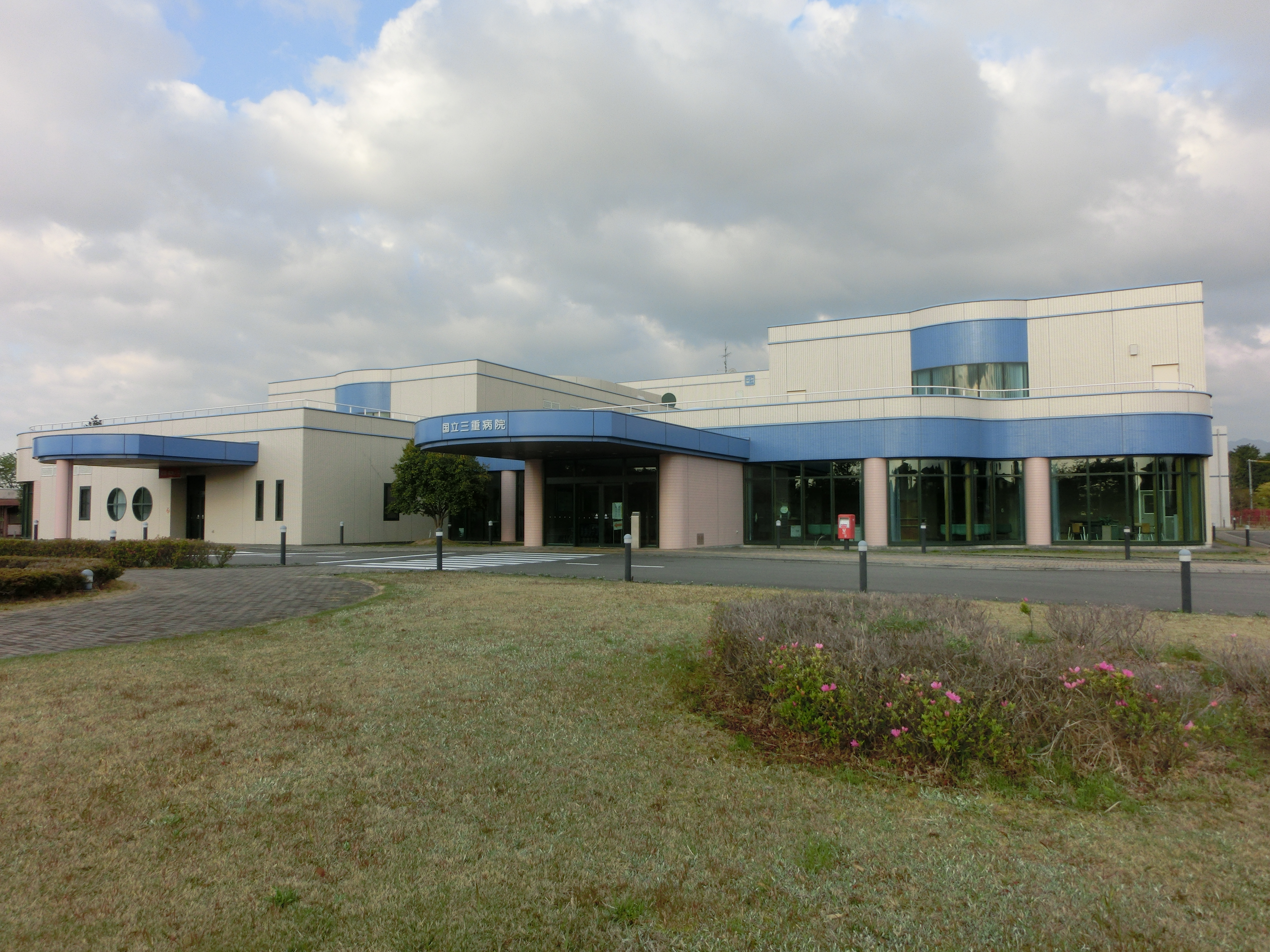
国立病院機構三重病院（2012）

- 1965年-[2] 中部大学春日井キャンパス[2]（愛知県春日井市）[2]
- 1966年[2] 常滑市民体育会館[2]（愛知県常滑市）[2]
- 1969年[2] 常滑市庁舎[2]（愛知県常滑市）[2]
- 1970年[2] 函館競馬場メインスタンド[2]（北海道函館市）[2]
- 1970年[2] 知多市庁舎[2]（愛知県知多市）[2]
- 1971年[2] 常滑市立図書館[2]（愛知県常滑市）[2]
- 1974年[2] 龍ケ崎市庁舎[2]（茨城県龍ケ崎市）[2]
- 1974年[2] 船の科学館[2]（東京都品川区）[2]
- 1974年[2] 多治見市庁舎[2]（岐阜県多治見市）[2]
- 1975年[2] 笹川記念会館[2]（東京都港区）[2]
- 1976年[2] 中部大学研修センター[2]（岐阜県恵那市）[2]
- 1977年[2] 武豊町中央公民館[2]（愛知県知多郡武豊町）[2]
- 1977年[2] 茨城メディカルセンター[2]（茨城県水戸市）[2]
- 1977年[2] 知多市民体育館[2]（愛知県知多市）[2]
- 1978年[2] JRA美浦トレーニングセンター[2]（茨城県稲敷郡美浦村）[2]
- 1978年[2] 知立市庁舎[2]（愛知県知立市）　[2]
- 1979年[2] 津市庁舎[2]（三重県津市）[2]
- 1991年[2] 行方市北浦体育館[2]（茨城県行方市）[2]
- 1992年[2] 武豊町総合体育館[2]（愛知県武豊町）[2]
- 1994年[2] 桜川市岩瀬総合体育館[2]（茨城県桜川市）[2]
- 1996年[2] 大府市立大府南中学校[2]（愛知県大府市）[2]
- 1996年[2] 茨城県立こども病院[2]（茨城県水戸市）[2]
- 1996年[2] ニッタイ工業本社ビル[2]（愛知県知多郡武豊町）[2]
- 1999年[2] JAあいち知多本部ビル[2]（愛知県常滑市）[2]
- 1999年[2] 徳島カントリー倶楽部[2]（徳島県徳島市）[2]
- 1999年[2] 中津川公園陸上競技場[2]（岐阜県中津川市）[2]
- 2000年[2] 竜王町ドラゴンスポーツセンター[2]（滋賀県蒲生郡竜王町）[2]
- 1984年-2006年[2] 名古屋女子大学[2]（愛知県名古屋市）[2]
- 2009年[2] 生協のんびり村[2]（愛知県東海市）[2]
- 2011年[2] 水戸済生会病院[2]（茨城県水戸市）[2]
- 2012年[2] JAあぐりタウン げんきの郷 すくすくヶ丘[2]（愛知県大府市）[2]
- 2012年[2] 国立病院機構三重病院[2]（三重県津市）[2]
- 2012年[2] 茨城西南医療センター病院[2]（茨城県猿島郡境町）[2]
- 2013年[2] 龍ケ崎済生会病院[2]（茨城県龍ケ崎市）[2]
- 2013年[2] JAとりで総合医療センター[2]（茨城県取手市）[2]
- 2013年[2] 白十字総合病院[2]（茨城県神栖市）[2]
- 2014年[2] 北医療生活協同組合北病院[2]（愛知県名古屋市）[2]
- 2015年[2] 株式会社石田大成社多治見オフィス[2]（岐阜県多治見市）[2]
- 2015年[2] ひたち医療センター[2]（茨城県日立市）[2]
- 2018年[2] 地域医療センターかさま[2]（茨城県笠間市）[2]

## 受賞
中部建築賞
- 知多市庁舎[2] - 1970年受賞。[2]
- 常滑市立図書館[2] - 1970年受賞。[2]
- 常滑市庁舎[2] - 1971年受賞。[2]
- 多治見市庁舎[2] - 1974年受賞。[2]
- 中部大学研修センター[2] - 1976年受賞。[2]
- 武豊町中央公民館[2] - 1977年受賞。[2]
- 知多市民体育館[2] - 1978年受賞。[2]
- 津市庁舎[2] - 1982年受賞。[2]

人にやさしい街づくり賞
- 生協のんびり村 - 2010年度受賞。
- JAあぐりタウン げんきの郷 すくすくヶ丘 - 2012年度受賞。

東北建築賞
- お湯トピアもがみ - 1987年度受賞。